# Камкин, Андрей Глебович
Андрей Глебович Камкин (род. 12 февраля 1956, Москва) — российский учёный. Доктор медицинских наук, профессор. Бывший ректор РНИМУ имени Н. И. Пирогова, с 2012 по 28 апреля 2015.

## Образование и карьера
В 1980 году окончил отделение биофизики медико-биологического факультета 2-го МОЛГМИ им. Н. И. Пирогова, в 1983 году окончил аспирантуру того же института. Прошёл стажировки в Институте биологической физики АН СССР в г. Пущино на Оке (Россия) и в Университете Гиссена (ФРГ). В 1992 году окончил Гёте-Институт в Берлине.
В 1984 году защитил диссертацию на соискание учёной степени кандидата медицинских наук (от 2-го МОЛГМИ), в 1992 году защитил диссертацию на соискание учёной степени доктора медицинских наук (от Берлинского университета и РГМУ).
С 1984 года - ассистент, с 1989 года - доцент, а с 1995 года - профессор кафедры физиологии. С 1992 года — заведующий кафедрой фундаментальной и прикладной физиологии и лабораторией электрофизиологии ГБОУ ВПО РНИМУ им. Н. И. Пирогова. С 10 августа 2012 года — исполняющий обязанности, а с 25 сентября 2013 года - ректор ГБОУ ВПО РНИМУ им. Н. И. Пирогова. 29 апреля 2015 года подал на имя Министра прошение об отставке, которое было удовлетворено. С 30 апреля 2015 года продолжил работу в ГБОУ ВПО РНИМУ им. Н. И. Пирогова в качестве заведующего кафедрой физиологии и лабораторией электрофизиологии. С 01 февраля 2024 Директор Института физиологии и заведующий кафедрой физиологии ГБОУ ВПО РНИМУ им. Н. И. Пирогова.
С 1985 по 2010 год - рецензент ведущих зарубежных журналов (например, European Journal of Physiology, Cardiovascular Research) в области физиологии. С 2005 по 2013 год рецензент РФФИ. С 2005 года по 2013 год один из главных редакторов международного концерна Springer и шеф-редактор ежегодной книжной серии Mechanosensitivity in Cells and Tissues. С 2012 по 2013 год член экспертной группы дирекции научно-технических программ России по направлениям «Биология, Медицина», «Науки о жизни (Живые системы)», «Научные и научно-педагогические кадры инновационной России». С 21 августа 2012 года по 7 мая 2016 года член ВАК, член Президиума ВАК (Распоряжение Правительства РФ от 21 августа 2012 года № 1496-р). С 2012 года член Президиума Научного совета Минздрава РФ (Приказ МЗ РФ № 38 от 29 января 2013 года и Приказ МЗ РФ № 489 от 27 июля 2015 года). С 26 апреля 2016 года член Экспертного Совета РАН (Постановление от 26 апреля 2016 года № 12.2, Распоряжение Президиума РАН от 27 июля 2016 года № 10108-509).  Председатель ученого Совета Института физиологии (Приказ № 645 рук от 19.04.24 года). На основании Приказа Минобрнауки № 985/нк от 15.10.2024 года - председатель Совета по защите диссертаций на соискание ученой степени кандидата наук, на соискание ученой степени доктора наук 21.2.058.14 по научной специальности 1.5.5 физиология человека и животных (медицинские науки, биологические науки) в РНИМУ им. Н. И. Пирогова.
Член физиологических обществ и международных научных ассоциаций многих стран. Длительное время работал профессором в университетах Оксфорда и Лондона (Великобритания) и в университетах Берлина и Халле (ФРГ). 

## Высказывания
«Время компромиссов для вас прошло» — данное высказывание опубликовал в ответ на просьбу восстановить отчисленных студентов, уличённых в подлоге: три успевающих студента хотели сдать тесты на компьютере под логинами двоечников — А. Г. Камкин отчислил всех шестерых.
Списывания, которое так активно обсуждали в блогах, не было. Вот что пишет Камкин в своём открытом письме: «На кафедре физиологии, которую я возглавляю, три студента используя чужие фамилии, логины и пароли пришли сдавать тестовые зачёты на компьютерах за троих других студентов.»
«В нашем Университете будут учиться только те, кто хочет и те, кто может учиться» данное высказывание опубликовал в медицинской газете.

## Научные труды
Является крупным учёным в области физиологии. Является автором более 300 печатных работ, 11 патентов, 23 книг.
Основные работы:
- Mechanosensitive Ion Channels (2008) «Springer», 381 pp.
- Mechanosensitivity of Nervous System (2009) «Springer», 347 pp.
- Mechanosensitivity of the Heart (2010) «Springer», 485 pp.
- Mechanosensitivity and Mechanotransduction (2011) «Springer», 371 pp.
- Mechanical Stretch and Cytokines (2012) «Springer», 236 pp.[2]
- Mechanically Gated Channels and their Regulation (2013) «Springer», 429 pp.[3]
- и многие другие книги на русском и английском языках.[4]